# Flexamia areolatus
Flexamia areolatus är en insektsart som beskrevs av Ball 1899. Flexamia areolatus ingår i släktet Flexamia och familjen dvärgstritar. Inga underarter finns listade i Catalogue of Life.